# 神谷一心
神谷 一心（かみや いっしん、1980年 -）は、日本の小説家、推理作家。

## 経歴・人物
同志社大学法学部法律学科を卒業する。2004年、行政書士試験に合格する。2009年、奈々愁仁子（ななしゅう にこ）名義で応募した「精恋三国志」が第16回電撃小説大賞の電撃文庫MAGAZINE賞を受賞する。2014年、「たとえ世界に背いても」で第7回ばらのまち福山ミステリー文学新人賞を受賞する（優秀作は、金澤マリコ「ベンヤミン院長の古文書」）。選考委員の島田荘司は、「優れた文章力で読者を一気に結末まで引っ張ってくれる」と評価している。2015年、同作を『たとえ、世界に背いても』と改題し刊行。

## 作品リスト

### 奈々愁仁子 名義

#### 単行本
- 『精恋三国志 1 』（2010年4月10日 電撃文庫）[5]
※ナンバリングされているが続刊はない[5]。

### 神谷一心 名義

#### 単行本
- 『たとえ、世界に背いても』（2015年5月13日 講談社）[6]

#### 雑誌掲載作品
エッセイ
- 「たとえ、世界に背いても あとがきのあとがき」 - 『メフィスト』2015年 VOL.2（2015年8月）掲載